# Offensive de Narva (18-24 mars 1944)
Front de l'Est de la Seconde Guerre mondiale
 (Bataille de Narva)
Batailles
- Kingisepp–Gdov
- Narva (1re offensive
- 2e offensive
- 3e offensive
- 4e offensive
- 5e offensive)
- Bombardements de Tallinn
- Auvere
- Ligne Tannenberg
- Tartu
- Tallinn
- Porkuni
- Moonsund
- Tehumardi

La troisième offensive de Narva est une opération du front de l'Est ayant opposée le 43e corps d'armée allemand et la 59e armée soviétique du 18 au 24 mars 1944, visant la conquête de l'isthme de Narva.
Au moment de l'opération, Joseph Staline était personnellement intéressé par la prise de l'Estonie, la considérant comme une condition préalable pour forcer la Finlande à sortir de la guerre. L'assaut des chars soviétiques à la gare d'Auvere est stoppé par le 502e bataillon de chars lourds. Les combats acharnés se poursuivent pendant une autre semaine, lorsque les forces soviétiques subissent de lourdes pertes et passent à la défensive.

## Contexte
La défaite lors de l'offensive précédente de Narva est une mauvaise surprise pour la direction du front de Léningrad, la blâmant sur l'arrivée de la 20e division SS estonienne, motivée pour résister à la réoccupation soviétique imminente. Depuis début janvier, le front de Léningrad avait perdu 227 440 soldats tués, blessés ou portés disparus, soit plus de la moitié des hommes ayant participé à l'offensive stratégique Leningrad-Novgorod. Les deux camps se précipitent pour mobiliser des renforts,. La 59e armée est amenée à Narva et le 8e corps de fusiliers estoniens placé sous le commandement du front de Léningrad. Après ce déploiement, le secteur de Narva acquiert la plus forte concentration de forces sur le front de l'Est en mars 1944.

### Combats précédent l'opération
La 59e armée nouvellement arrivée attaque vers l'Ouest depuis la tête de pont de Krivasoo au Sud de la ville de Narva et encercle les points forts de la 214e division d'infanterie et de deux bataillons estoniens. La résistance des unités encerclées donne au commandement allemand suffisamment de temps pour déplacer un peloton du 23e régiment SS de Panzergrenadier Norge et pour arrêter les unités de la 59e armée.

### Conception
L'objectif de l'offensive soviétique vise le quartier général du XXXXIIIe corps d'armée sur la hauteur de Lastekodumägi dans les collines de Sinimäed à côté de la route Narva-Tallinn, à seize kilomètres à l'Ouest de Narva. La défense était constituée d'un ensemble de postes entre les collines et la voie ferrée.

## Ordre de bataille

### Allemand
- 61e division d'infanterie - Général Günther Krappe
- Commandement d'artillerie n° 113
- Escadron de chars du 502e bataillon de chars lourds – Lieutenant Otto Carius

### Soviétique
- 6e corps de fusiliers - Major général Semyon Mikulski
  - 3 divisions
- 109e corps de fusiliers - Major-général Ivan Alferov
  - 3 divisions
- 46e, 260e et 261e régiments de chars lourds de la Garde et 1902e régiments d'artillerie automotrice[5]
- 3e corps d'artillerie de percée - Major-général N. N. Zhdanov
- 3e corps de chars de la Garde - Général de division I. A. Vovchenko

## L'offensive
Les six divisions soviétiques, les véhicules blindés et l'artillerie du 109e corps de fusiliers et le 6e corps de fusiliers nouvellement arrivés attaquent la 61e division d'infanterie affaiblie à la défense de la station d'Auvere. Le 162e régiment de Grenadier est secoué par les bombardements d'artillerie préparatoires massifs et l'attaque aérienne. Le 930e régiment soviétique franchit la ligne de défense éclaircie de la 61e division d'infanterie jusqu'à la voie ferrée, poussant vers le quartier général du XXXXIIIe corps d'armée. Six chars soviétiques T-34 sont détruits par les deux chars Tiger du lieutenant Otto Carius, forçant l'infanterie soviétique au repli,.

## Pertes
Entre le 17 et le 22 mars, les forces allemandes affirment que leur 502e bataillon a détruit 38 chars, quatre canons automoteur et 17 canons d'assaut.

## Conséquences
Le Kampfgruppe du Brigadeführer Hyazinth Strachwitz ont anéanti les troupes de choc de la 59e armée soviétique à l'extrémité Ouest de la tête de pont de Krivasoo le 26 mars. Le Kampfgruppe détruisit la pointe Est de la tête de pont soviétique le 6 avril. Strachwitz, inspiré par ce succès, tente d'éliminer toute la tête de pont, mais échoue en raison du dégel printanier ayant rendu le marais infranchissable pour ses chars. Fin avril, les parties avaient mutuellement épuisé leurs forces. Un calme relatif s'installe sur le front jusqu'à fin juillet 1944.